# Allison Beckford
Allison Beckford (* 8. Mai 1979 in Westmoreland Parish, Jamaika) ist eine jamaikanische Leichtathletin, die sich auf den 400-Meter-Lauf und 400-Meter-Hürdenlauf spezialisiert hat. Sie wird auch in der 4-mal-400-Meter-Staffel ihres Landes eingesetzt.

## Sportliche Erfolge
Beckford nahm an den Olympischen Sommerspielen 2004 in Athen teil, kam aber wegen einer Verletzung nicht über die Qualifikationsrunden des 400-Meter-Wettbewerbs hinaus. Sie wurde bei Olympia wegen der Verletzung auch nicht in der jamaikanischen 4-mal-400-Meter-Staffel eingesetzt, die später die Bronzemedaille gewinnen sollte.
Ihren größten Erfolg feierte Beckford mit dem Gewinn der Staffel-Bronzemedaille bei den Leichtathletik-Weltmeisterschaften 2003 in Paris. Sie musste sich gemeinsam mit Sandie Richards, Ronetta Smith und Lorraine Fenton in 3:22,92 min nur den Teams der USA (3:22,63 min) und Russlands (3:22,91 min) geschlagen geben.
Bei den Juniorenweltmeisterschaften 1998 gewann Beckford in Annecy die Silbermedaille im 400-Meter-Hürdenlauf. 2003 wurde sie auch nationale Meisterin über diese Strecke.

## Persönliche Bestzeiten
- 400-Meter-Lauf – 50,83 s (2002)
- 400-Meter-Hürdenlauf – 55,12 s (2003)

## Sonstiges
Bei einer Körpergröße von 1,75 m beträgt ihr Wettkampfgewicht 61 kg.